# Liste deutscher Trossschiffe
Die Liste deutscher Trossschiffe enthält als Trossschiff bezeichnete Hilfsschiffe der Kriegsmarine und der Deutschen Marine.

## Kriegsmarine
Die Trossschiffe der Kriegsmarine trugen zumeist Namen deutscher Landschaften:
- Altmark (Stapellauf 1937),Tank- und Versorgungsschiff, Februar 1940 in Norwegen,[1] ab August 1940 Uckermark.[2]
- Dithmarschen (Stapellauf 1937).[2]
- Ermland (Stapellauf 1939), am 10. Mai in der Biskaya schwer beschädigt.[2][3]
- Franken (Stapellauf 1939).[2]
- Kärnten (Stapellauf 1941),Tank- und Versorgungsschiff, 1940 in den Niederlanden erbeutet.[4]
- Samland, ex Hansa (Stapellauf 1929), 1937 gekauft und umbenannt.
- Spichern, Hilfstrossschiff (Stapellauf 1935), 1940 erbeutet und umbenannt.
- Westerwald (Stapellauf 1937), ab Nov. 1939 Nordmark.[2]
- Friedrich Breme (Schiff, 1936) (Stapellauf 1936), Flottentanker, 4. Juni 1941 gesunken.[5][6]

## Deutsche Marine
Bei den Trossschiffen der Bundesmarine werden Versorger und Transporter unterschieden.

### Berlin-Klasse (Klasse 702)
Die Schiffe Berlin-Klasse tragen Namen deutscher Städte.
- A1411 Berlin (Stapellauf 1999)
- A1412 Frankfurt am Main (Stapellauf 2001)
- A1413 Bonn (Stapellauf 2011)

### Lüneburg-Klasse (Klasse 701)
Die Versorger der Lüneburg-Klasse trugen Namen deutscher Städte, die auf „-burg“ enden:
| Kennung | Name       | Stapellauf | Außerdienststellung | Verbleib                | neuer Name          |
| ------- | ---------- | ---------- | ------------------- | ----------------------- | ------------------- |
| A 1411  | Lüneburg   | 1965       | 2. Juni 1994        | Verkauf an Kolumbien    | Cartagena de Indias |
| A 1412  | Coburg     | 1965       | 25. September 1991  | Verkauf an Griechenland | Axios               |
| A 1413  | Freiburg   | 1966       | 17. Dezember 2003   | Verkauf an Uruguay      | General Artigas     |
| A 1414  | Glücksburg | 1966       | 1. November 2001    | Verkauf an Ägypten      | Shalatein (A 230)   |
| A 1415  | Saarburg   | 1966       | 14. April 1994      | Verkauf an Griechenland | Aliakmon            |
| A 1416  | Nienburg   | 1966       | 26. März 1998       | Verkauf an Kolumbien    | Buenaventura        |
| A 1417  | Offenburg  | 1966       | 30. Juni 1993       | Verkauf an Spanien      | verschrottet        |
| A 1418  | Meersburg  | 1966       | 22. Dezember 2004   | MArs Wilhelmshaven      |                     |

### Transport- und Depotschiffe
Transport- und Depotschiffe trugen und tragen Namen deutscher Landschaften, Seen und Mittelgebirge:
- A 1408 Angeln (Stapellauf 1954)
- A 1406 Bodensee (Stapellauf 1955)
- A 1409 Dithmarschen (Stapellauf 1955)
- A 1429 Eifel (Stapellauf 1958)
- A 1440 Emsland (Stapellauf 1944)
- A 1439 Frankenland (Stapellauf 1950)
- A 1428 Harz (Stapellauf 1953)
- Y 826 Jeverland (Stapellauf 1937)
- A 1441 Münsterland (Stapellauf 1943)
- A 1436 Odenwald (Stapellauf 1966)
- A 1443 Pfälzerland (Stapellauf 1956)
- A 1442 Sauerland (Stapellauf 1952)
- A 1400 Schwarzwald (Stapellauf 1956)
- Y 832 Siegerland (Stapellauf 1952)
- A 1435 Westerwald (Stapellauf 1966)
- A 1407 Wittensee (Stapellauf 1958)
- A 1424 Walchensee (Stapellauf 1965)
- A 1425 Ammersee (Stapellauf 1966)
- A 1426 Tegernsee (Stapellauf 1966)
- A 1427 Westensee (Stapellauf 1967)
- A 1443 Rhön (Stapellauf 1974)
- A 1442 Spessart (Stapellauf 1975)
- A 1437 Sachsenwald (Stapellauf 1966)
- A 1438 Steigerwald (Stapellauf 1967)